# Pedara
Pedara – miejscowość i gmina we Włoszech, w regionie Sycylia, w prowincji Katania.
Według danych na rok 2004 gminę zamieszkiwało 10 035 osób, 528,2 os./km².